# Natalia Tena
Pour les articles homonymes, voir Tena.
Natalia Tena est une actrice et musicienne hispano-britannique, née le 1er novembre 1984 à Londres (Angleterre).
Elle est connue pour avoir joué le rôle de l'auror Nymphadora Tonks dans la saga Harry Potter, ainsi que la sauvageonne Osha dans la série télévisée d'HBO Game of Thrones.

## Biographie
Elle naît à Londres en Angleterre de parents espagnols. Sa mère, María Tena, est une secrétaire et son père, Jesús Gastiain, charpentier. Elle a des origines basques par son père et d'Estrémadure par sa mère.
Elle a étudié à l'internat École de Bedales. Elle apprend le piano par sa mère à l'âge de cinq ans. A dix-huit ans, elle travaille dans le métro de Londres. Tout en travaillant avec un groupe de théâtre, appelé Kneehigh Theatre (en), elle décide d'apprendre l'accordéon.

## Carrière

### Actrice

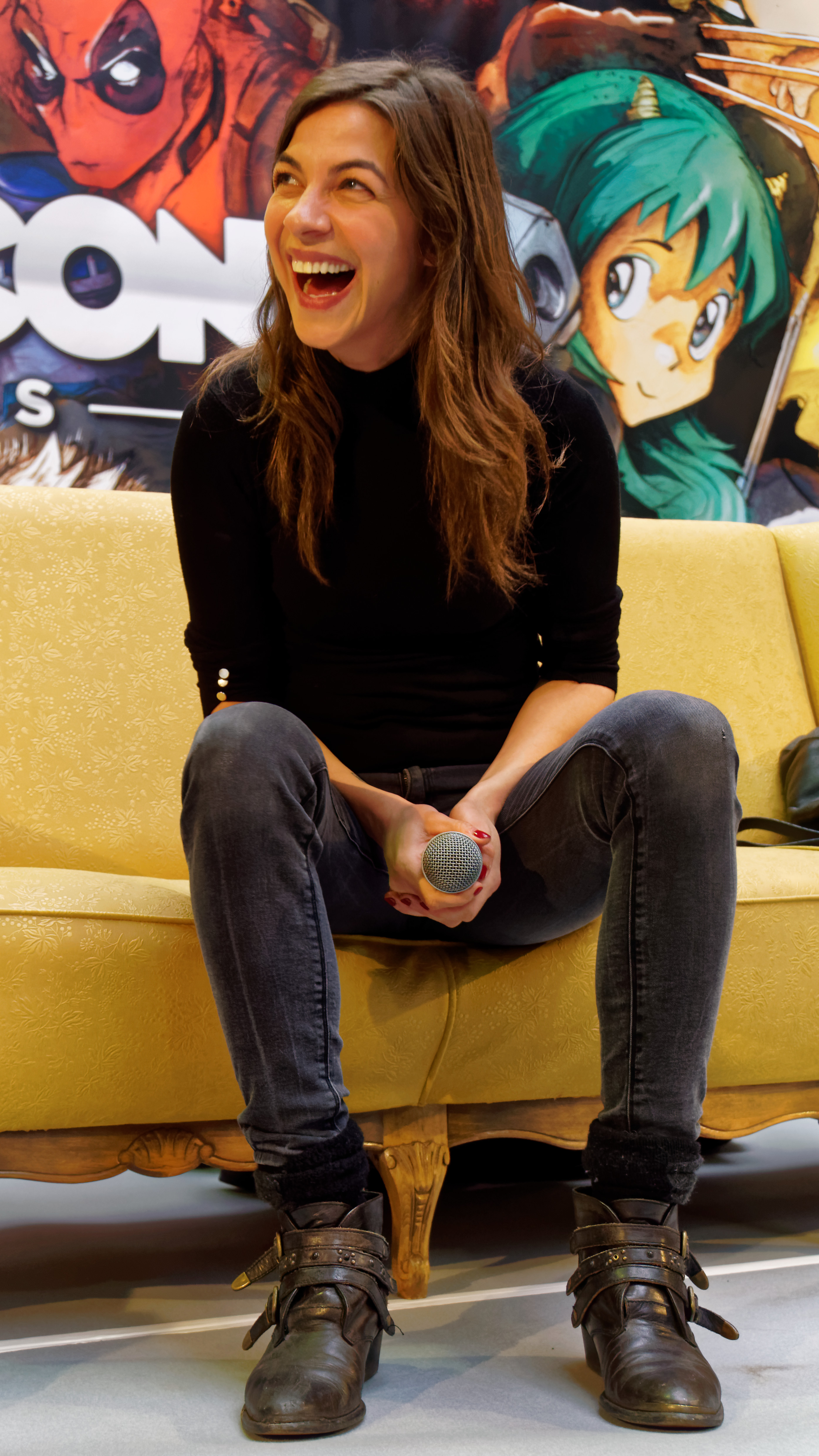
Natalia Tena au Comic-Con de Bruxelles en 2016.

Elle fait ses débuts professionnels en 2002 dans Pour un garçon de Chris Weitz et Paul Weitz, où elle interprète le rôle d’Ellie. Elle joue dans Madame Henderson présente en 2005.
C'est son interprétation de l'auror Nymphadora Tonks en 2007, dans le film Harry Potter et l'Ordre du Phénix, qui la révèle au grand public. Elle réinterprète ce rôle dans les films suivants de la saga.
En 2011, elle obtient le rôle de la sauvageonne Osha dans la série télévisée Game of Thrones.
En 2012, elle joue dans le drame italo-britannique Bel-Ami, aux côtés de Robert Pattinson. Elle y interprète le rôle de Rachel, une prostituée.
En 2014, elle joue Jennifer (personnage secondaire) dans Blanc comme neige dans la série Black Mirror et le rôle d'Alex (personnage principal, aux côtés de David Verdaguer) dans le film 10.000 km de Carlos Marqués-Marcet.
En 2015, elle joue dans la mini-série fantastique britannique Residue, diffusée sur Netflix.
En 2018, dans la série Origin, elle retrouve son partenaire de Harry Potter, Tom Felton. Elle y interprète le rôle de Lana, l’une des meneuses du groupe de passagers.

### Musicienne

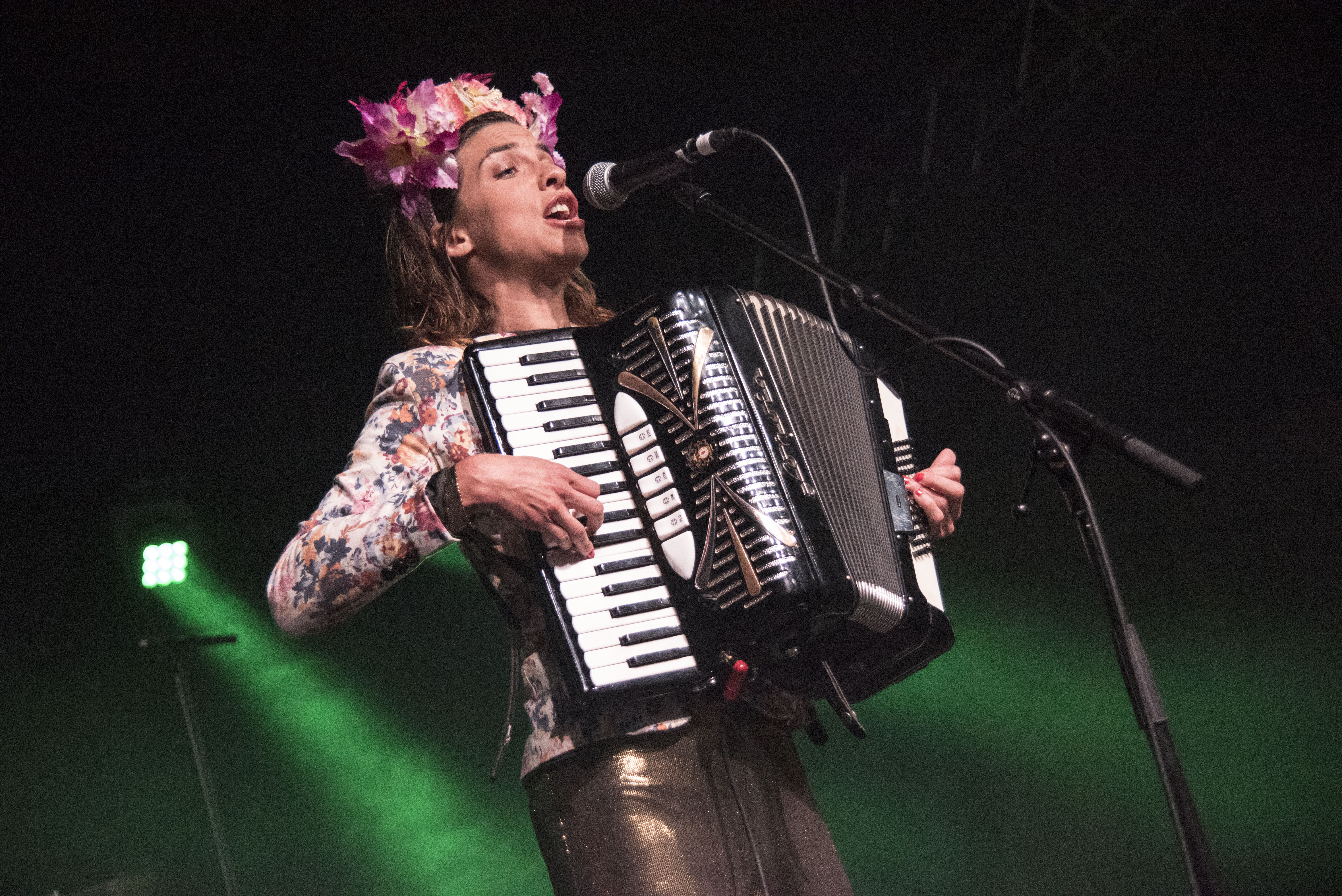
Natalia Tena jouant pour son groupe Molotov Jukebox

En 2007, elle rejoint le groupe de musique Nat Jenkin and the Delmars, dans lequel elle chante et joue de l'accordéon. A l'heure actuelle elle fait partie du groupe Molotov Jukebox.

## Vie privée
Elle parle couramment l'anglais (sa langue maternelle) et l'espagnol.
Elle est une amie très proche de l'actrice Oona Chaplin.

## Filmographie

### Cinéma

#### Longs métrages
- 2002 : Pour un garçon (About a Boy) de Chris Weitz et Paul Weitz : Ellie
- 2004 : Delusions of Grandeur de Marco Sanderman : Suzy
- 2005 : The Fine Art of Love de John Irvin : Vera
- 2005 : Madame Henderson présente (Mrs. Henderson Présents) de Stephen Frears : Peggy
- 2007 : Harry Potter et l'Ordre du Phénix (Harry Potter and the Order of the Phoenix) de David Yates : Nymphadora Tonks
- 2008 : Lezione 21 de Alessandro Baricco : Thomson
- 2009 : Harry Potter et le Prince de sang-mêlé (Harry Potter and the Half-Blood Prince) de David Yates : Nymphadora Tonks
- 2010 : Womb de Benedek Fliegauf : Rose
- 2010 : Ways to Live Forever de Gustavo Ron : Annie
- 2010 : Harry Potter et les Reliques de la Mort, partie 1 (Harry Potter and the Deathly Hallows: Part 1) de David Yates : Nymphadora Tonks
- 2011 : Rock'n'Love (You Instead) de David Mackenzie : Morello
- 2011 : Harry Potter et les Reliques de la Mort, partie 2 (Harry Potter and the Deathly Hallows: Part 2) de David Yates : Nymphadora Tonks
- 2012 : Bel-Ami (Bel Ami) de Declan Donnellan et Nick Ormerod : Rachel, la prostituée
- 2014 : 50 Kisses de Chris Jones, Rocko Paolo... : Leila
- 2014 : 10.000 km de Carlos Marqués-Marcet : Alex
- 2015 : SuperBob de Jon Drever : Dorris
- 2017 : Tierra Firme de Carlos Marqués-Marcet : Kat
- 2017 : Amar de Esteban Crespo : La mère de Laura
- 2020 : Je t'aime, imbécile ! (Te quiero, imbécil) de Laura Mañá : Raquel
- 2023 : John Wick 4 de Chad Stahelski
- 2024 : La Plateforme 2  de Galder Gaztelu-Urrutia : Sahabat, la femme du niveau 51

#### Courts métrages
- 2007 : The 11th Commandment : Miss Rowland
- 2009 : The Story of an Every Day Evey : Evey
- 2012 : Skirt : Her
- 2014 : Maddy Burns in Hell : Maddy Burns
- 2015 : Vale de Alejandro Amenábar : Claudia

### Télévision

#### Séries télévisées
- 2005 : Doctors : Amy Emerson (saison 6, épisode 1973 : Boundaries)
- 2006 : Battleground: The Art of War (saison 1, épisode 3 : Waterloo)
- 2006 : Afterlife : Gemma Taylor (saison 2, épisode 5 : Colocation ratée)
- 2011-2016 : Game of Thrones : Osha (rôle récurrent - 15 épisodes)
- 2012 : Falcón : Cristina Ferrera (saison 1, épisodes 1 et 2)
- 2012 : Shameless: Very Important Punk : Aparecida (saison 10, épisode 03)
- 2013 : Ambassadors (Mini-série) : Tanya (saison 1, épisodes 1,2 et 3)
- 2014 : Black Mirror : Jennifer (épisode : Christmas Special (2014))
- 2014-2015 : The Refugees : Emma (7 épisodes)
- 2015 : Residue (mini-série) : Jennifer Preston (rôle principal - 3 épisodes)
- 2017-2018 : Wisdom of the Crowd : Sara Morten (rôle principal - 13 épisodes)
- 2018 : Origin : Lana Pierce (rôle principal - 10 épisodes)
- 2019 : The Mandalorian : Xi'an (rôle secondaire - saison 1, épisode 6 : Le Prisonnier)

### Doublage
- 2007 : Harry Potter et l'Ordre du Phénix : Nymphadora Tonks (voix)
- 2016 : FishWitch (court métrage) : Tootega (voix)

## Voix françaises
En France, Audrey Lamy fut la première voix régulière de Natalia Tena, la doublant dans la saga Harry Potter. Depuis, c'est Céline Ronté qui la double régulièrement.
En France
| - Céline Ronté dans : - Game of Thrones (série télévisée) - Wisdom : Tous contre le crime (série télévisée) - Je t'aime, imbécile ! - Wolfe (série télévisée) - La Plateforme 2 - Audrey Lamy dans : - Harry Potter et l'Ordre du Phénix - Harry Potter et le Prince de sang-mêlé - Harry Potter et les Reliques de la Mort, partie 1 - Harry Potter et les Reliques de la Mort, partie 2 | - Emmanuelle Rivière dans : - Pour un garçon - Amar Et aussi - Camille Donda dans Black Mirror (série télévisée) - Anne Rondeleux dans The Mandalorian (série télévisée) - Macha Petina dans John Wick : Chapitre 4 |